# Сьюард (Канзас)
Сьюард (англ. Seward) — місто (англ. city) в США, в окрузі Стаффорд штату Канзас. Населення — 41 особа (2020).

## Географія
Сьюард розташований за координатами 38°10′40″ пн. ш. 98°47′39″ зх. д. / 38.17778° пн. ш. 98.79417° зх. д. (38.177859, -98.794245).  За даними Бюро перепису населення США в 2010 році місто мало площу 0,66 км², уся площа — суходіл.

## Демографія
Згідно з переписом 2010 року, у місті мешкали 64 особи в 31 домогосподарстві у складі 16 родин. Густота населення становила 98 осіб/км².  Було 37 помешкань (56/км²).
Расовий склад населення:
| - 100,0 % — білих |

До двох чи більше рас належало 0,0 %. Частка іспаномовних становила 0,0 % від усіх жителів.
За віковим діапазоном населення розподілялося таким чином: 23,4 % — особи молодші 18 років, 53,2 % — особи у віці 18—64 років, 23,4 % — особи у віці 65 років та старші. Медіана віку мешканця становила 46,0 року. На 100 осіб жіночої статі у місті припадало 137,0 чоловіків;  на 100 жінок у віці від 18 років та старших — 157,9 чоловіків також старших 18 років.
Середній дохід на одне домашнє господарство  становив 34 948 доларів США (медіана — 36 875), а середній дохід на одну сім'ю — 41 338 доларів (медіана — 46 250). За межею бідності перебувало 18,4 % осіб, у тому числі 0,0 % дітей у віці до 18 років та 35,3 % осіб у віці 65 років та старших.
Цивільне працевлаштоване населення становило 11 осіб. Основні галузі зайнятості: освіта, охорона здоров'я та соціальна допомога — 27,3 %, сільське господарство, лісництво, риболовля — 27,3 %, виробництво — 18,2 %, транспорт — 9,1 %.